# Christoph Bernoulli

Ueber die Vorzüge, 1827(Fondazione Mansutti, Milano).

Christoph Bernoulli (Basilea, 17 maggio 1782 – 6 febbraio 1863) è stato un economista e naturalista svizzero.

## Biografia
Christoph Bernoulli, appartenente a una celebre famiglia di matematici svizzeri, era pronipote di Jakob Bernoulli. Studiò filosofia e medicina all'Università di Basilea e poi scienze naturali all'Università di Göttingen, conseguendo anche un dottorato. Nel 1806 creò l'Istituto Filotecnico di Basilea, dove partecipò come docente di storia naturale e scienze industriali. Fu anche autore di molti manuali sulla tecnologia, sulla fisica industriale, sulle macchine a vapore e la meccanica in generale. Era un sostenitore della libera concorrenza in un sistema capitalistico liberale.
Nel suo scritto Beleuchtung der vornehmsten Einwürfe gegen die Nützlichkeit der Brandassekuranzen, l'autore lamentava la diffusione di molte compagnie di assicurazione, analizzando in un testo successivo - Über die Vorzüge der gegenseitigen Brandassekuranzen - la struttura delle compagnie di assicurazione per i danni da incendio. Bernoulli propone alcuni miglioramenti alle società di mutuo soccorso, in particolare sulla Schweizerische Mobiliar, fondata a Berna nel 1826.